# Bayerisches Staatsorchester
Het Bayerisches Staatsorchester is het orkest van de Bayerische Staatsoper te München.
Het orkest is opgericht in de tijd van Ludwig Senfl en was gespecialiseerd in "musica sacra". Al in de tijd van Orlando di Lasso behoorde het tot de beste orkesten in Europa. Rond 1651 werd in München de Italiaanse opera geïntroduceerd. Vanaf 1762 kreeg het orkest de naam "Hoforchester", en na de revolutie van 1918 kreeg het haar huidige naam. De geschiedenis van het Bayerisches Staatsorchester is sterk verbonden met die van de Bayerische Staatsoper.
Hoewel Carlos Kleiber nooit muzikaal directeur of eerste dirigent was van het orkest, werkt hij wel tientallen jaren nauw ermee samen. Vanaf 2006 is Kent Nagano muzikaal directeur van zowel de Bayerische Staatsoper als het Bayerisches Staatsorchester. Hij is de opvolger van Zubin Mehta, die deze functies vervulde van 1998 tot 2006.
Het Bayerisches Staatsorchester is een van de drie grote symfomieorkesten van München, samen met het Symphonieorchester des Bayerischen Rundfunks en de Münchner Philharmoniker.

## Eerste dirigenten
| - 1836-1867 Franz Lachner - 1867-1869 Hans von Bülow - 1870-1877 Franz Wüllner - 1872-1896 Hermann Levi - 1894-1896 Richard Strauss - 1901-1903 Hermann Zumpe - 1904-1911 Felix Mottl - 1913-1922 Bruno Walter - 1922-1935 Hans Knappertsbusch - 1937-1944 Clemens Krauss | - 1945 Hans Knappertsbusch - 1946-1952 Georg Solti - 1952-1954 Rudolf Kempe - 1956-1958 Ferenc Fricsay - 1959-1968 Joseph Keilberth - 1971-1992 Wolfgang Sawallisch - 1992-1998 Peter Schneider, interim - 1998-2006 Zubin Mehta - 2006-heden Kent Nagano |